# Coupe de la Ligue d'Algérie de football 1991-1992
Navigation
Coupe de la Ligue 1995-1996
La Coupe de la Fédération était une compétition de football créée par la Fédération algérienne de football, dans le but de permettre aux clubs de l'élite durant la trêve hivernale de la saison 1991-1992 de garder le rythme de la compétition. C'est une sorte de "Coupe de la Ligue" même si elle n'en a pas le nom car elle ne concernait qu'un certain niveau dans la hiérarchie du football algérien.
Le tournoi se déroule sur un mois, celui de janvier, en 2 tours bien distincts, soit une phase de groupe et une phase à élimination directe. Malheureusement, la compétition s'arrête au stade des demi-finales pour des raisons de sécurité qui traverse le pays; il n'y a donc pas de vainqueur de cette compétition.

## Calendrier de la compétition
Comme il ne s'agissait que d'un tournoi ayant lieu durant la trêve hivernal, la compétition ne se déroula que sur un mois celui de janvier. Ainsi La FAF arrêta les dates de cette coupe sans interruptions avec un début le 2 janvier 1992 correspondant à la 1re journée de la phase de groupe et un dénouement le 2 février 1992 correspondant à la finale de la compétition qui aurait dû avoir lieu au Stade du 5 juillet 1962.
| Tour                            | Nom                                    | Dates retenues                      | Équipes participantes | Équipes gagnantes |
| Phase qualificative (1re phase) |                                        |                                     |                       |                   |
| 1                               | Phase de poule des groupes             | du 2 janvier 1992 au 9 janvier 1992 | 16                    | 8                 |
| Phase éliminatoire (2d phase)   |                                        |                                     |                       |                   |
| 2                               | Quarts de finale                       | 14 janvier 1992                     | 8                     | 4                 |
| 3                               | Demi-finales                           | 27 janvier 1992                     | 4                     | 2                 |
| 4                               | Finale Stade du 5 juillet 1962 (Alger) | 2 février 1992                      | 2                     | 1                 |

Seulement seize équipes participèrent à cette compétition car elle est réservée uniquement aux clubs de première division.

## Déroulement de la compétition
La compétition se déroule donc en deux phases bien distinctes. Il y a tout d'abord une 1re phase dite phase de poule, ou phase de groupe, qui se joue en 3 journées car composée de 4 équipe chacune. Ce qui veut dire que chaque match est unique et il n'y a donc pas de retour. Puis les qualifiés des 4 poules s'affrontent dans une phase à élimination directe après un tirage au sort et qui débute au stade des quarts de finale.
Ces 4 groupes sont tout simplement appelés Groupe A, B, C et D; par ailleurs le match se déroule sur le terrain du 1er tiré au sort durant cette phase. Ensuite à partir des quarts de finale les rencontres sont toutes sur terrain neutre et désigné au moment du tirage au sort.
La finale de la "Coupe de la Fédération" quant à elle se jouera au Stade du 5 juillet 1962 à Alger.

### 1ertour, une phase de groupe
La "Coupe de la Fédération" débute par une phase de groupe, il s'agit du 1er tour de la compétition. Les 16 clubs de l'élite sont donc réparties en 4 groupes de 4 et disputeront chacun 3 matchs. Comme le tournoi ne se déroule que sur un mois, celui de la trêve hivernale du championnat d'Algérie de football, chaque rencontre se fait en une partie unique sur le terrain de la première équipe tirée, il n'y a pas de match retour. Les 3 journées caractérisant cette 1re phase se joue avec un intervalle de 4 jours entre celles-ci. À l'issue de ces 3 rencontres, les 2 premiers de chaque groupe se qualifient pour la 2d dite à élimination direct qui débute par les quarts de finale. Par ailleurs le système de comptage de points à l'époque étant de 2 points pour une victoire, 1 point pour un match nul et 0 pour une défaite; il sera également appliqué ici pour déterminer le classement de chaque poule.

#### Groupe A

##### Tirage au sort du groupe A
Dans le groupe A, le tirage au sort donne pour la composition de celui-ci les équipes:
Le CR Belouizdad.
La JSM Tiaret.
Le MC Alger.
Le NA Hussein Dey.

##### Calendrier du groupe A
| Dates          | Matchs 1                       | Matchs 2                    |
| -------------- | ------------------------------ | --------------------------- |
| 2 janvier 1992 | MC Alger / CR Belouizdad       | NA Hussein Dey / JSM Tiaret |
| 6 janvier 1992 | JSM Tiaret / CR Belouizdad     | MC Alger / NA Hussein Dey   |
| 9 janvier 1992 | CR Belouizdad / NA Hussein Dey | JSM Tiaret / MC Alger       |

##### Résultats du groupe A
| Première journée Groupe A  |               |         |                |       |                |                                 |                     |
| 2 janvier 1992             | 15 h 00 UTC+1 | Match 1 | MC Alger       | 3 - 1 | CR Belouizdad  | Stade du 5-Juillet-1962 (Alger) | [ Rapport match 1 ] |
| 2 janvier 1992             | 15 h 00 UTC+1 | Match 2 | NA Hussein Dey | 1 - 0 | JSM Tiaret     | Stade du 20-août-1955 (Alger)   | [ Rapport match 2 ] |
| Deuxième journée Groupe A  |               |         |                |       |                |                                 |                     |
| 6 janvier 1992             | 15 h 00 UTC+1 | Match 1 | JSM Tiaret     | 0 - 1 | CR Belouizdad  | Stade Ahmed Kaïd (Tiaret)       | [ Rapport match 3 ] |
| 6 janvier 1992             | 15 h 00 UTC+1 | Match 2 | MC Alger       | 2 - 0 | NA Hussein Dey | Stade du 5-Juillet-1962 (Alger) | [ Rapport match 4 ] |
| Troisième journée Groupe A |               |         |                |       |                |                                 |                     |
| 9 janvier 1992             | 15 h 00 UTC+1 | Match 1 | CR Belouizdad  | 2 - 1 | NA Hussein Dey | Stade du 20-août-1955 (Alger)   | [ Rapport match 5 ] |
| 9 janvier 1992             | 15 h 00 UTC+1 | Match 2 | JSM Tiaret     | 2 - 1 | MC Alger       | Stade Ahmed Kaïd (Tiaret)       | [ Rapport match 6 ] |

##### Rencontres et classement du groupe A[2]
| Rang | Équipe         | Pts | J | G | N | P | Bp | Bc | Diff |  | Résultats (▼ dom., ► ext.) | MCA | CRB | NAHD | JSMT |
| ---- | -------------- | --- | - | - | - | - | -- | -- | ---- |  | -------------------------- | --- | --- | ---- | ---- |
| 1    | MC Alger       | 4   | 3 | 2 | 0 | 1 | 6  | 3  | +3   |  | MC Alger                   |     | 3-1 | 2-0  | 1-2  |
| 2    | CR Belouizdad  | 4   | 3 | 2 | 0 | 1 | 5  | 3  | +2   |  | CR Belouizdad              | 1-3 |     | 2-1  | 1-0  |
| 3    | NA Hussein Dey | 2   | 3 | 1 | 0 | 2 | 2  | 4  | -2   |  | NA Hussein Dey             | 0-2 | 1-2 |      | 1-0  |
| 4    | JSM Tiaret     | 2   | 3 | 1 | 0 | 2 | 2  | 3  | -1   |  | JSM Tiaret                 | 2-1 | 0-1 | 0-1  |      |

Qualification Quart de finale.

#### Groupe B

##### Tirage au sort du groupe B
Dans le groupe B, le tirage au sort donne pour la composition de celui-ci les équipes:
L'ES Sétif.
La JS Kabylie.
La JS Bordj Menail.
L'USM El Harrach.

##### Calendrier du groupe B
| Dates          | Matchs 1                         | Matchs 2                    |
| -------------- | -------------------------------- | --------------------------- |
| 2 janvier 1992 | JS Bordj Menail / JS Kabylie     | USM El Harrach / ES Sétif   |
| 6 janvier 1992 | ES Sétif / JS Bordj Menail       | USM El Harrach / JS Kabylie |
| 9 janvier 1992 | JS Bordj Menail / USM El Harrach | JS Kabylie / ES Sétif       |

##### Résultats du groupe B
| Dates                      | Horaires      | Matchs                                                     | Equipes 1                                                  | Scores                                                     | Equipes 2                                                  | Lieux des rencontres                                       | Références                                                 |
| -------------------------- | ------------- | ---------------------------------------------------------- | ---------------------------------------------------------- | ---------------------------------------------------------- | ---------------------------------------------------------- | ---------------------------------------------------------- | ---------------------------------------------------------- |
| Première journée Groupe B  |               |                                                            |                                                            |                                                            |                                                            |                                                            |                                                            |
| 2 janvier 1992             | 15 h 00 UTC+1 | Match 1                                                    | JS Bordj Menail                                            | Forfait JSK                                                | JS Kabylie                                                 | Stade Salah Takjrad (Bordj Menaïel)                        | [ Rapport match 7 ]                                        |
| 2 janvier 1992             | 15 h 00 UTC+1 | Match 2                                                    | USM El Harrach                                             | 0 - 4                                                      | ES Sétif                                                   | Stade du 1er-Novembre-1954 (Alger)                         | [ Rapport match 8 ]                                        |
| Deuxième journée Groupe B  |               |                                                            |                                                            |                                                            |                                                            |                                                            |                                                            |
| 6 janvier 1992             | 15 h 00 UTC+1 | Match 1                                                    | ES Sétif                                                   | 2 - 0                                                      | JS Bordj Menail                                            | Stade du 8 mai 1945 (Sétif)                                | [ Rapport match 9 ]                                        |
| 6 janvier 1992             | 15 h 00 UTC+1 | Forfait de la JS Kabylie, l'USM El Harrach est donc exempt | Forfait de la JS Kabylie, l'USM El Harrach est donc exempt | Forfait de la JS Kabylie, l'USM El Harrach est donc exempt | Forfait de la JS Kabylie, l'USM El Harrach est donc exempt | Forfait de la JS Kabylie, l'USM El Harrach est donc exempt | Forfait de la JS Kabylie, l'USM El Harrach est donc exempt |
| Troisième journée Groupe B |               |                                                            |                                                            |                                                            |                                                            |                                                            |                                                            |
| 9 janvier 1992             | 15 h 00 UTC+1 | Forfait de la JS Kabylie, l'ES Sétif est donc exempt       | Forfait de la JS Kabylie, l'ES Sétif est donc exempt       | Forfait de la JS Kabylie, l'ES Sétif est donc exempt       | Forfait de la JS Kabylie, l'ES Sétif est donc exempt       | Forfait de la JS Kabylie, l'ES Sétif est donc exempt       | Forfait de la JS Kabylie, l'ES Sétif est donc exempt       |
| 9 janvier 1992             | 15 h 00 UTC+1 | Match 2                                                    | JS Bordj Menail                                            | 2 - 2                                                      | USM El Harrach                                             | Stade Salah Takjrad (Bordj Menaïel)                        | [ Rapport match 10 ]                                       |

##### Rencontres et classement du groupe B[3]
| Rang | Équipe          | Pts | J | G | N | P | Bp | Bc | Diff |  | Résultats (▼ dom., ► ext.) | ESS | JSBM | USMH | JSK |
| ---- | --------------- | --- | - | - | - | - | -- | -- | ---- |  | -------------------------- | --- | ---- | ---- | --- |
| 1    | ES Sétif        | 4   | 2 | 2 | 0 | 0 | 6  | 0  | +6   |  | ES Sétif                   |     | 2-0  | 4-0  | X   |
| 2    | JS Bordj Menail | 1   | 2 | 0 | 1 | 1 | 2  | 4  | -2   |  | JS Bordj Menail            | 0-2 |      | 2-2  | X   |
| 3    | USM El Harrach  | 1   | 2 | 0 | 1 | 1 | 2  | 6  | -4   |  | USM El Harrach             | 0-4 | 2-2  |      | X   |
| 4    | JS Kabylie      | 0   | 0 | 0 | 0 | 0 | 0  | 0  | 0    |  | JS Kabylie                 | X   | X    | X    |     |

Qualification Quart de finale.
Forfait.

#### Groupe C

##### Résultats du groupe C
| Dates                      | Horaires      | Matchs                                                     | Equipes 1                                                  | Scores                                                     | Equipes 2                                                  | Lieux des rencontres                                       | Références                                                 |
| -------------------------- | ------------- | ---------------------------------------------------------- | ---------------------------------------------------------- | ---------------------------------------------------------- | ---------------------------------------------------------- | ---------------------------------------------------------- | ---------------------------------------------------------- |
| Première journée Groupe C  |               |                                                            |                                                            |                                                            |                                                            |                                                            |                                                            |
| 2 janvier 1992             | 15 h 00 UTC+1 | Match 1                                                    | USM Annaba                                                 | Forfait MOC                                                | MO Constantine                                             | Stade du 19 mai 1956 (Annaba)                              | [ Rapport match 11 ]                                       |
| 2 janvier 1992             | 15 h 00 UTC+1 | Match 2                                                    | ES Guelma                                                  | 1 - 0                                                      | AS Aïn M'lila                                              | Stade Souidani Boudjemaa (Guelma)                          | [ Rapport match 12 ]                                       |
| Deuxième journée Groupe C  |               |                                                            |                                                            |                                                            |                                                            |                                                            |                                                            |
| 6 janvier 1992             | 15 h 00 UTC+1 | Forfait du MO Constantine, l'AS Aïn M'lila est donc exempt | Forfait du MO Constantine, l'AS Aïn M'lila est donc exempt | Forfait du MO Constantine, l'AS Aïn M'lila est donc exempt | Forfait du MO Constantine, l'AS Aïn M'lila est donc exempt | Forfait du MO Constantine, l'AS Aïn M'lila est donc exempt | Forfait du MO Constantine, l'AS Aïn M'lila est donc exempt |
| 6 janvier 1992             | 15 h 00 UTC+1 | Match 2                                                    | ES Guelma                                                  | 0 - 0                                                      | USM Annaba                                                 | Stade Souidani Boudjemaa (Guelma)                          | [ Rapport match 13 ]                                       |
| Troisième journée Groupe C |               |                                                            |                                                            |                                                            |                                                            |                                                            |                                                            |
| 9 janvier 1992             | 15 h 00 UTC+1 | Match 1                                                    | USM Annaba                                                 | 2 - 3                                                      | AS Aïn M'lila                                              | Stade du 19 mai 1956 (Annaba)                              | [ Rapport match 14 ]                                       |
| 9 janvier 1992             | 15 h 00 UTC+1 | Forfait du MO Constantine, l'ES Guelma est donc exempt     | Forfait du MO Constantine, l'ES Guelma est donc exempt     | Forfait du MO Constantine, l'ES Guelma est donc exempt     | Forfait du MO Constantine, l'ES Guelma est donc exempt     | Forfait du MO Constantine, l'ES Guelma est donc exempt     | Forfait du MO Constantine, l'ES Guelma est donc exempt     |

##### Rencontres et classement du groupe C[4]
| Rang | Équipe         | Pts | J | G | N | P | Bp | Bc | Diff |  | Résultats (▼ dom., ► ext.) | ESG | USMA | ASAM | MOC |
| ---- | -------------- | --- | - | - | - | - | -- | -- | ---- |  | -------------------------- | --- | ---- | ---- | --- |
| 1    | ES Guelma      | 4   | 2 | 2 | 0 | 0 | 2  | 0  | +2   |  | ES Guelma                  |     | 1-0  | 1-0  | X   |
| 2    | USM Annaba     | 2   | 2 | 1 | 0 | 1 | 3  | 3  | 0    |  | USM Annaba                 | 0-1 |      | 3-2  | X   |
| 3    | AS Aïn M'lila  | 0   | 2 | 0 | 0 | 2 | 2  | 4  | -2   |  | AS Aïn M'lila              | 0-1 | 2-3  |      | X   |
| 4    | MO Constantine | 0   | 0 | 0 | 0 | 0 | 0  | 0  | 0    |  | MO Constantine             | X   | X    | X    |     |

Qualification Quart de finale.
Forfait.

#### Groupe D
- Résultats du groupe D

| Première journée Groupe D  |               |         |               |       |               |                                           |                      |
| 2 janvier 1992             | 15 h 00 UTC+1 | Match 1 | MC Oran       | 0 - 1 | ASM Oran      | Stade Habib-Bouakeul (Oran)               | [ Rapport match 15 ] |
| 2 janvier 1992             | 15 h 00 UTC+1 | Match 2 | USM Bel-Abbès | 2 - 0 | WA Tlemcen    | Stade du 24 février 1956 (Sidi Bel Abbès) | [ Rapport match 16 ] |
| Deuxième journée Groupe D  |               |         |               |       |               |                                           |                      |
| 6 janvier 1992             | 15 h 00 UTC+1 | Match 1 | WA Tlemcen    | 0 - 1 | ASM Oran      | Complexe sportif Akid Lotfi (Tlemcen)     | [ Rapport match 17 ] |
| 5 janvier 1992             | 17 h 00 UTC+1 | Match 2 | MC Oran       | 1 - 0 | USM Bel-Abbès | Stade Habib-Bouakeul (Oran)               | [ Rapport match 18 ] |
| Troisième journée Groupe D |               |         |               |       |               |                                           |                      |
| 9 janvier 1992             | 15 h 00 UTC+1 | Match 1 | WA Tlemcen    | 0 - 0 | MC Oran       | Complexe sportif Akid Lotfi (Tlemcen)     | [ Rapport match 19 ] |
| 9 janvier 1992             | 15 h 00 UTC+1 | Match 2 | USM Bel-Abbès | 2 - 1 | ASM Oran      | Stade du 24 février 1956 (Sidi Bel Abbès) | [ Rapport match 20 ] |

- Rencontres et classement du groupe D [5]

| Rang | Équipe        | Pts | J | G | N | P | Bp | Bc | Diff |  | Résultats (▼ dom., ► ext.) | USMBA | ASMO | MCO | WAT |
| ---- | ------------- | --- | - | - | - | - | -- | -- | ---- |  | -------------------------- | ----- | ---- | --- | --- |
| 1    | USM Bel-Abbès | 4   | 3 | 2 | 0 | 1 | 4  | 2  | +2   |  | USM Bel-Abbès              |       | 2-1  | 0-1 | 2-0 |
| 2    | ASM Oran      | 4   | 3 | 2 | 0 | 1 | 3  | 2  | +1   |  | ASM Oran                   | 1-2   |      | 1-0 | 1-0 |
| 3    | MC Oran       | 3   | 3 | 1 | 1 | 1 | 1  | 1  | 0    |  | MC Oran                    | 1-0   | 0-1  |     | 0-0 |
| 4    | WA Tlemcen    | 1   | 3 | 0 | 1 | 2 | 0  | 3  | -3   |  | WA Tlemcen                 | 0-2   | 0-1  | 0-0 |     |

Qualification Quart de finale.

### Deuxième tour, phase à élimination directe

#### Quarts de finale
| Dates                                  | Horaires      | Matchs          | Equipes 1     | Scores              | Equipes 2        | Lieux des rencontres                 | Références           |
| -------------------------------------- | ------------- | --------------- | ------------- | ------------------- | ---------------- | ------------------------------------ | -------------------- |
| Quarts de finale se déroulant à Béjaïa |               |                 |               |                     |                  |                                      |                      |
| 14 janvier 1992                        | 13 h 00 UTC+1 | 1/4 de finale 1 | USM Annaba    | 0 - 1               | JS Bordj Menaiel | Stade de l'Unité Maghrébine (Béjaïa) | [ Rapport match 21 ] |
| 14 janvier 1992                        | 15 h 00 UTC+1 | 1/4 de finale 2 | ES Sétif      | 2 - 0               | ES Guelma        | Stade de l'Unité Maghrébine (Béjaïa) | [ Rapport match 22 ] |
| Quarts de finale se déroulant à Chlef  |               |                 |               |                     |                  |                                      |                      |
| 14 janvier 1992                        | 13 h 00 UTC+1 | 1/4 de finale 3 | MC Alger      | Forfait ASMO        | ASM Oran         | Stade Mohamed-Boumezrag (Chlef)      | [ Rapport match 23 ] |
| 14 janvier 1992                        | 15 h 00 UTC+1 | 1/4 de finale 4 | USM Bel-Abbès | 1 - 1 (3 - 4) t.a.b | CR Belcourt      | Stade Mohamed-Boumezrag (Chlef)      | [ Rapport match 21 ] |

#### Demi-finales
| Dates                                 | Horaires      | Matchs        | Equipes 1        | Scores   | Equipes 2   | Lieux des rencontres                    | Références |
| ------------------------------------- | ------------- | ------------- | ---------------- | -------- | ----------- | --------------------------------------- | ---------- |
| Demi-finale se déroulant à Tizi Ouzou |               |               |                  |          |             |                                         |            |
| 27 janvier 1992                       | 15 h 00 UTC+1 | Demi-finale 1 | MC Alger         | Non Joué | CR Belcourt | Stade du 1er-Novembre-1954 (Tizi Ouzou) | -          |
| Demi-finale se déroulant à Alger      |               |               |                  |          |             |                                         |            |
| 27 janvier 1992                       | 15 h 00 UTC+1 | Demi-finale 2 | JS Bordj Menaiel | Non Joué | ES Sétif    | Stade du 5-Juillet-1962 (Alger)         | -          |